# Joey Alders
Joey Alders (Anna Paulowna, 6 augustus 1999) is een Nederlandse autocoureur. Alders is de Aziatisch Formule Renault kampioen van 2019 en de Aziatisch Formule 3 kampioen van 2020. Hij won beide kampioenschappen tijdens zijn debuut in deze raceklassen. In 2020 rijdt hij in de Formule Renault Eurocup, bij het Nederlandse raceteam MP Motorsport.

## Carrière

### Karting
In 2009 begon Alders met karten in Nederland. Tijdens het NK Karten 2-takt in 2012 werd hij Nederlands Kampioen in de DD2-klasse.

### ADAC Formule 4-Kampioenschap
In 2018 maakte Alders zijn autosport debuut in het ADAC F4-Kampioenschap met Van Amersfoort Racing. Zijn beste finish was tijdens de tweede race op de Hockenheimring, waar hij als 5e eindigde. Zijn eerste seizoen in de autosport eindigde hij als 11e met 44 punten.

#### Overzicht ADAC Formule 4-Kampioenschap resultaten
| Jaar | Team                  | 1       | 2      | 3     | 4        | 5      | 6       | 7       | 8     | 9      | 10     | 11      | 12     | 13     | 14     | 15      | 16     | 17      | 18      | 19     | 20      | Pos. | Punten |
| ---- | --------------------- | ------- | ------ | ----- | -------- | ------ | ------- | ------- | ----- | ------ | ------ | ------- | ------ | ------ | ------ | ------- | ------ | ------- | ------- | ------ | ------- | ---- | ------ |
| 2018 | Van Amersfoort Racing | OSC Ret | OSC 11 | OSC 6 | HOC1 Ret | HOC1 5 | HOC1 11 | LAU Ret | LAU 8 | LAU 14 | RBR 11 | RBR Ret | RBR 10 | HOC2 9 | HOC2 6 | NÜR Ret | NÜR 10 | NÜR Ret | HOC3 10 | HOC3 9 | HOC3 15 | 11e  | 44     |

### Aziatisch Formule Renault Kampioenschap
Alders testte voor het seizoen bij BlackArts Racing en besloot in 2019 om het Aziatisch Formule Renault Kampioenschap te gaan rijden. Hij eindigde tien keer op het podium, waarvan acht overwinningen. Alders won het kampioenschap met 314 punten, 49 punten voorsprong op de nummer 2 in het kampioenschap.

#### Overzicht Aziatisch Formule Renault Kampioenschap resultaten
| Jaar | Team                  | 1     | 2     | 3     | 4     | 5     | 6     | 7     | 8     | 9     | 10    | 11    | 12    | Pos. | Punten |
| ---- | --------------------- | ----- | ----- | ----- | ----- | ----- | ----- | ----- | ----- | ----- | ----- | ----- | ----- | ---- | ------ |
| 2019 | BlackArts Racing Team | ZIC 8 | ZIC 4 | ZIC 1 | ZIC 2 | SEP 1 | SEP 1 | SEP 2 | SEP 1 | SEP 1 | SEP 1 | ZIC 1 | ZIC 1 | 1e   | 314    |

### Aziatisch Formule 3-Kampioenschap
Na zijn succes in het Aziatisch Formule Renault Kampioenschap wilde BlackArts Racing graag Joey Alders aan de start krijgen in het Aziatisch Formule 3-Kampioenschap. Op 13 december 2019 begon het seizoen op Sepang International Circuit waar Alders direct twee van de drie races won. Alders zou dat seizoen nog drie races winnen en in totaal 11 podiumplaatsen pakken. Tijdens het laatste race weekend konden drie rijders de titel nog winnen: Jack Doohan, Nikita Mazepin en Joey Alders. In de eerste race van het laatste weekend in Thailand leidde Doohan de race voor Alders totdat een lekke band Doohan zijn kansen liet verdwijnen. Doohan eindigde deze race op een 8e plek waar Joey Alders de overwinning pakte. Alders won het kampioenschap met 266 punten.

#### Overzicht Aziatisch Formule 3-Kampioenschap resultaten
| Jaar    | Team                  | 1      | 2      | 3      | 4     | 5     | 6     | 7     | 8     | 9     | 10     | 11     | 12     | 13    | 14    | 15    | Pos. | Punten |
| ------- | --------------------- | ------ | ------ | ------ | ----- | ----- | ----- | ----- | ----- | ----- | ------ | ------ | ------ | ----- | ----- | ----- | ---- | ------ |
| 2019-20 | BlackArts Racing Team | SEP1 1 | SEP1 1 | SEP1 3 | DUB 2 | DUB 1 | DUB 3 | ABU 5 | ABU 1 | ABU 6 | SEP2 2 | SEP2 8 | SEP2 2 | CHA 1 | CHA 3 | CHA 7 | 1e   | 266    |